# Blood Alone
Blood Alone ist eine Manga-Serie des japanischen Comiczeichners Masayuki Takano, die von 2004 bis 2014 erschien und zehn Bände umfasst. Der Manga richtet sich vorwiegend an junge, männliche Erwachsene – ist also ein Seinen. Es wird die Beziehung zwischen einem Schriftsteller namens Kuroe und dem Vampirmädchen Misaki geschildert.

## Handlung
Das naiv und unschuldig wirkende Mädchen Misaki ist ein Vampir, seit sie mit zwölf Jahren von einem anderen Vampir gebissen wurde. Da sie noch jung ist, verfügt sie noch über all ihre Erinnerungen, die jedoch verloren gehen könnten, wenn sie zum vollwertigen Vampir erwachen würde.
Misaki ist mit dem Schriftsteller Kuroe befreundet und lebt mit diesem zusammen. Kuroe sah als Jugendlicher mit an, wie derselbe Vampir, der Misaki zu einem machte, seine Schwester entführte. Bei dem Versuch, sie zu retten, wurde er von dem Vampir verletzt und hat seitdem eingeschränkte übernatürliche Fähigkeiten. So kann er beispielsweise Dämonen und Vampire erkennen, die sich als Menschen tarnen.
Die im Polizeidienst stehende Pathologin Sainome, die mit Kuroe und auch mit Misaki befreundet ist, bittet den Schriftsteller um Hilfe, wenn sie bei einem Fall Schwierigkeiten hat und vermutet, dass Übernatürliches im Spiel sein könnte. Als Sainome herausfindet, dass der von ihr gesuchte Serienkiller ein Dämon ist, der beliebig in andere männliche Körper schlüpfen kann, bedroht dieser sie. Kuroe versucht, sie zu retten, kann den Dämon jedoch nicht einfangen. Er greift Misaki an, woraufhin für kurze Zeit deren wahre Vampirgestalt zum Vorschein kommt. Sie trinkt das Blut des Dämonen und macht ihn so zum Vampir. Somit ist der Dämon in diesem Körper gefangen.

## Veröffentlichungen
Blood Alone entstand aus einer Reihe von Dōjinshi des Zirkels Vanishing Point zwischen 1998 und 2003, deren Autor Takano war. Die Charaktere wurden über die Jahre ausgearbeitet und sind gegen Ende nicht mehr von den Charakteren der Manga-Reihe zu unterscheiden. Diese erschien zunächst von 2004 bis 2010 im Manga-Magazin Comic Dengeki Daiō. Die einzelnen Kapitel wurden in insgesamt sechs Bänden zusammengefasst. 2010 wechselte der Autor seinen Verlag und damit auch das Magazin. Die bis dahin bei Media Works veröffentlichten Bände sind bei seinem neuen Verlag Kōdansha erneut aufgelegt worden. Danach erschien der Manga im Magazin Evening, bis er 2014 abgeschlossen wurde. Hier sind vier weitere Bände entstanden.
International ist Blood Alone auf Englisch, Deutsch, Französisch, Koreanisch, und Chinesisch übersetzt worden. Der deutsche Lizenznehmer war Carlsen Comics. Nach dem Verlagswechsel stellte sich die Lizenzierung der neuen Bände allerdings problematisch dar, weshalb die Serie auf Deutsch in absehbarer Zukunft nicht über 6 Bände hinauskommen wird.

## Hintergründe
Die Farbe der Seiten hat eine besondere Symbolik. Wenn eine Seite schwarz ist, heißt das, die dargestellte Handlung spielt in der Nacht. Wenn sie weiß ist, spielt sie bei Tag, und grau bedeutet Dämmerung.